# Peruanische Badmintonmeisterschaft 1967
Die Peruanische Badmintonmeisterschaft 1967 fand in Lima statt. Es war die erste Austragung der nationalen Titelkämpfe im Badminton in Peru.

## Titelträger
| Disziplin    | Sieger                             |
| ------------ | ---------------------------------- |
| Herreneinzel | Miguel Argüelles                   |
| Dameneinzel  | Rosario Copello                    |
| Herrendoppel | Miguel Carrera Mario Carrera       |
| Damendoppel  | Rosario Copello Margot de Balbuena |
| Mixed        | Miguel Argüelles Rosario Copello   |